# Pseudoabsidia
Pseudoabsidia es un género de escarabajos de la familia Cantharidae. En 1969 Wittmer describió el género. Contiene las siguientes especies:
- Pseudoabsidia arnoldii
- Pseudoabsidia chekanovskii
- Pseudoabsidia cherkessica
- Pseudoabsidia cicatriculata
- Pseudoabsidia corinthiaca
- Pseudoabsidia ossetica
- Pseudoabsidia ussurica